# Gorce Nationalpark
Gorce Nationalpark (polsk: Gorczański Park Narodowy) er en nationalpark i Lillepolens Voivodeship i det sydlige Polen . Den dækker centrale og nordøstlige dele af Gorcebjergene, som er en del af de Vestlige Beskider (i vestenden af Karpaterne).
De første skridt til at beskytte dette området går tilbage til 1927, da der blev oprettet en skovreservat på jord ejet af grev Ludwik Wodzicki fra Poręba Wielka . Nationalparken blev oprettet i 1981 og dækkede derefter 23,9 kvadratkilometer. I dag er parkens areal vokset til 70,3 km², hvoraf 65,91 km² er skovklædt. Området for beskyttelseszonen omkring parken er 166.47 km². Parken ligger i Powiaterne Powiat Limanowa og Powiat Nowy Targ og har hovedkvarter i Poręba Wielka.
Gorce-bjergkæden er domineret af buede toppe og floddale, der skærer sig gennem området. Der er et par små huler og flere toppe som Turbacz (den højeste - 1.310 moh., Jaworzyna Kamienicka, Kiczora, Kudłoń, Czoło Turbacza og Gorc Kamienicki. Vand dækker kun 0,18 km² af parkens areal - der er ingen søer eller store floder, kun vandløb.

## Geografi
I hele Gorce-området er der hundreder af plantearter, inklusive alpine og subalpine planter, der vokser på enge. Skove dækker omkring 95% af parkens areal, og de mest almindelige arter er gran, bøg og gran. Der er nogle lysninger, som for det meste er resultatet af tidligere menneskelig aktivitet. De første bosættere dukkede op i Gorce-området i det 14. århundrede, men Gorce's skove led mest i det 19. århundrede. Dengang blev træer fældet i stort omfang, især i let tilgængelige områder.
Dyrelivet er rigeligt, og det omfatter over 90 arter af ynglefugle og næsten halvtreds pattedyrarter, herunder los, ulv og bjørn. Der er også frøer, slanger og salamandere (den sjældne ildsalamander, er symbolet på parken). 
Jaworzyna Kamienicka-lysningen, ligger på Jaworzyna Kamienicka, den næsthøjeste top i Gorce, huser det historiske Bulanda-kapel, finansieret i begyndelsen af det 20. århundrede af Gorce's mest berømte hyrde, Tomasz Chlipała . Gorces mest kendte hule er også i nærheden - Zbójnicka Jama.
Parkens landskab er ret uforstyrret og antallet af turister begrænser,, så parken kan være et fristed for besøgende naturelskere. Fra de bløde toppe i Gorcebjergene er det muligt at se omkringliggende bjergområder, herunder Tatra og Pieninybjergene.